# Castelo de proa

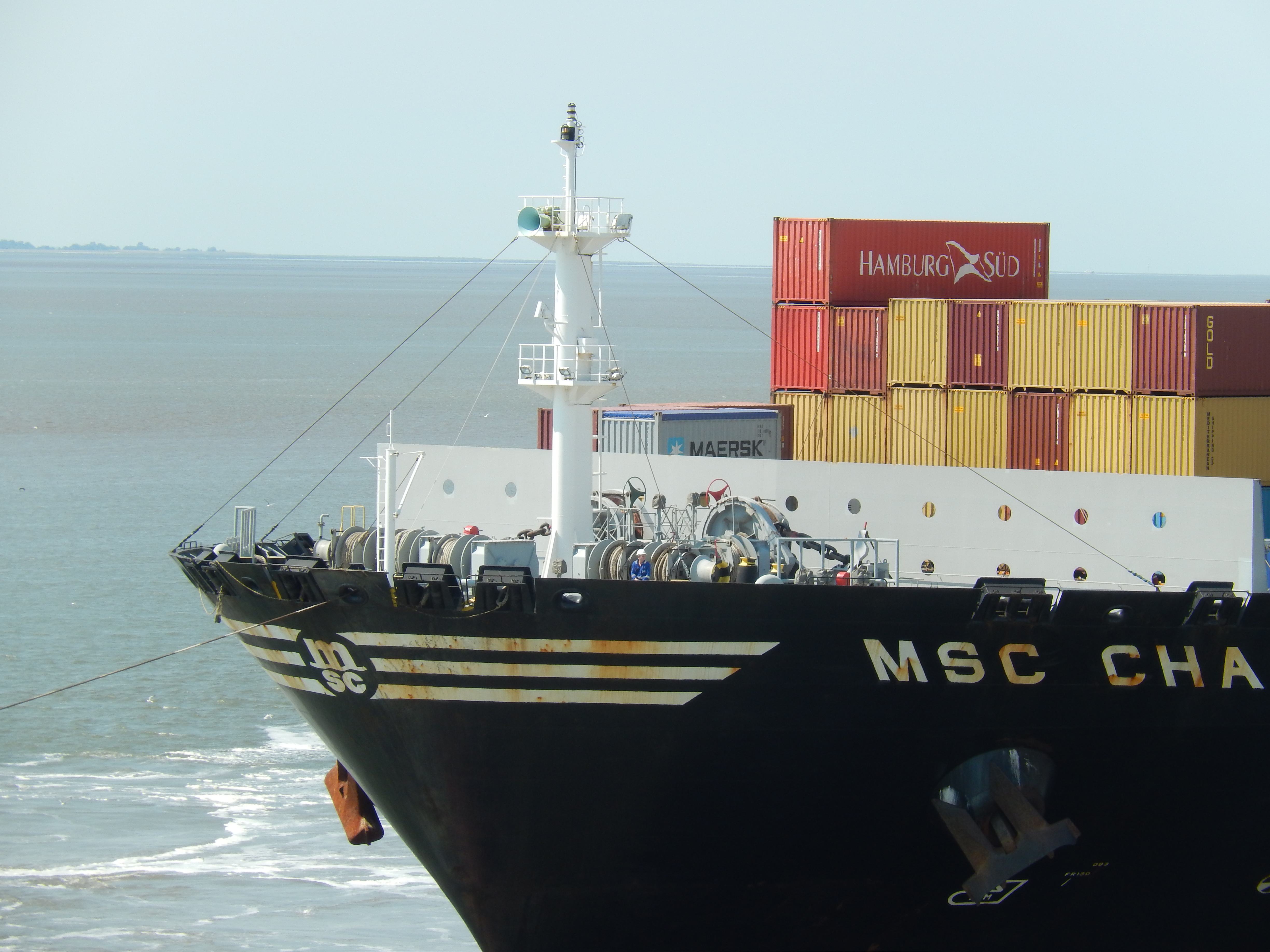
Castelo de proa do MSC Charleston.

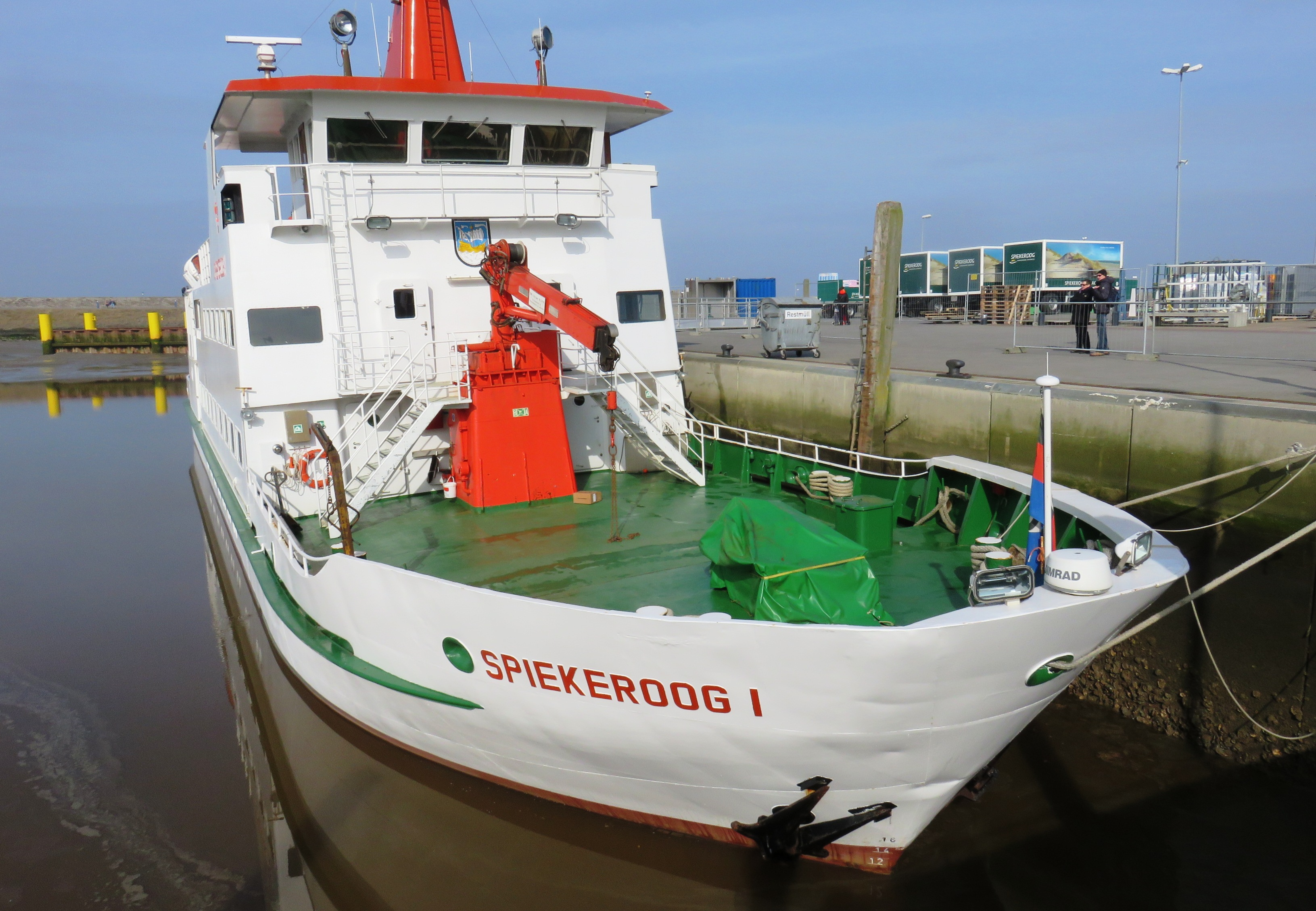
Castelo de proa de um barco de apoio marítimo.

Castelo de proa modernamente designado como Convés do castelo é um termo náutico que identifica a estrutura acima do convés principal localizada na parte extrema a frente de um navio.

## Características
É o local na proa onde ficam situados os escovéns ou espias que são orifícios circular no costado da proa de uma embarcação, utilizados como passagem dos cabos de amarra sendo também o local onde se aloja a âncora quando fora d'água. No castelo de proa são normalmente encontradas os equipamentos de sinalização sonora, as luzes de proa e o material das fainas de atracação e fundeio.